# 動物 (平克·佛洛伊德專輯)
《動物》（Animals）是英國前衛搖滾樂團平克·佛洛伊德的第十張錄音室專輯。於1977年1月21日透過Harvest唱片和哥倫比亞唱片公司發行。該專輯於 1976年在倫敦平克·佛洛伊德的 Britannia Row工作室自行製作。這張專輯延續了他們之前的長篇作品，包括《Wish You Were Here》（1975 年）。

## 概念
這張專輯的歌詞大致取材於喬治·奧威爾的政治寓言小說《動物農莊》，歌詞將社會中的各個階層描述為不同種類的動物：掠奪性的狗、專橫無情的豬，以及“無腦、盲從”的羊群。雖然這部小說主要關注史達林主義，而這張專輯則是對資本主義的批判，不同之處在於羊最終奮起戰勝了狗。 這張專輯是從一系列無關聯的歌曲發展而來的概念作品，正如作者格倫·波維（Glenn Povey）所言，它描述了社會和道德的明顯衰退，將人類的狀況比作動物一般。

## 曲目
所有曲目均由羅傑·沃特斯創作並主唱，但“Dogs”除外，由沃特斯和大衛·吉爾摩共同創作和演唱。
| Side one | Side one                    | Side one |
| 曲序     | 曲目                        | 时长     |
| -------- | --------------------------- | -------- |
| 1.       | Pigs on the Wing (Part One) | 1:24     |
| 2.       | 狗                          | 17:04    |
| 总时长： | 总时长：                    | 18:28    |

| Side two | Side two                    | Side two |
| 曲序     | 曲目                        | 时长     |
| -------- | --------------------------- | -------- |
| 1.       | Pigs (Three Different Ones) | 11:28    |
| 2.       | 羊                          | 10:20    |
| 3.       | Pigs on the Wing (Part Two) | 1:24     |
| 总时长： | 总时长：                    | 23:12    |